# Народна рада Донецької народної республіки
Народна рада Донецької народної республіки (рос. народный совет Донецкой народной республики) — «парламент» терористичного угруповання «ДНР». Обраний на незаконних виборах 11 листопада 2018 року.
Так званий «голова» — Бідьовка Володимир Анатолійович, заступник — Макеєва Ольга Олександрівна. Має дві фракції: «Донецька республіка» (68 депутатів) і «Вільний Донбас» (32 депутати). Засідає в будівлі, яку раніше займала Донецька обласна державна адміністрація. Діє 16 комітетів.

## Перше скликання
Перше засідання «ради ДНР» відбулося 14 листопада 2014. На ньому обрано голову ради — Андрія Пургіна та заступника — Дениса Пушиліна. На другому засіданні, 28 листопада, депутати склали присягу. Текст присяги був ухвалений на тому самому засіданні.

### Список «депутатів»

#### «Донецька республіка»
1. Макеєва Ольга Олександрівна
2. Аніка Ярослав Геннадійович
3. Баєвський Андрій Васильович
4. Бєляєв Григорій Володимирович
5. Бідьовка Володимир Анатолійович
6. Бозявкін Василь Васильович
7. Борисов Андрій Олександрович
8. Бреднєв Віталій Олександрович
9. Вітченко Ігор Петрович
10. В'яткін Андрій Володимирович
11. Глєбов Олег Костянтинович
12. Гончаров Віктор Володимирович
13. Грішин Дмитро Іванович
14. Дворядкіна Тетяна Адольфівна
15. Доброс Анжеліка Олексіївна
16. Доброс Ігор Борисович
17. Жейнова Марина Миколаївна
18. Завдовеєв Сергій Сергійович
19. Іванов Сергій Михайлович
20. Кадиров Герман Рустемович
21. Сокур Данило Анатолійович
22. Коваль Анатолій Павлович
23. Козлов Олександр Володимирович
24. Кондратов Іван Олександрович
25. Кондрикінський Сергій Володимирович
26. Коротенко Ярослав Ігорович
27. Костарєв Віталій Сергійович
28. Кравець Віталій Володимирович
29. Кузьмін Костянтин Олександрович
30. Кулаков Сергій Юрійович
31. Кульбацька Клавдія Юріївна
32. Куренков Олександр Павлович
33. Литвинов Борис Олексійович
34. Луганський Сергій Вікторович
35. Лучин Дмитро Володимирович
36. Макєєв Сергій Геннадійович
37. Малютін Роман Олександрович
38. Мартинов Юрій Ігорович
39. Мартьянова Катерина Геннадіївна
40. Петрович Віктор Юрійович
41. Покінтеліца Юрій Іванович
42. Полюшкін Юрій Володимирович
43. Пургін Андрій Євгенович
44. Пушкін Андрій Євгенович
45. Пшенична Наталія Анатоліївна
46. Рагозін Микола Петрович
47. Рожков Сергій Миколайович
48. Рура Сергій Анатолійович
49. Савченко Петро Олексійович
50. Семенов Олександр Олександрович
51. Симоненко Олександр Борисович
52. Скороходов Валерій Володимирович
53. Солошине В'ячеслав Геннадійович
54. Сулим Юлія Анатоліївна
55. Тихоненков В'ячеслав Олександрович
56. Тихонов Михайло Геннадійович
57. Ходаковський Олександр Сергійович
58. Хряков Олександр Віталійович
59. Чекун Володимир Анатолійович
60. Чучин Сергій Анатолійович
61. Шабан Олег Михайлович
62. Шапошников Станіслав Валерійович
63. Шепотько Павло Олександрович
64. Шимановський Петро Віталійович
65. Яровіков Олександр Іванович

#### «Вільний Донбас»
1. Авдєєв Олександр Васильович
2. Бархатнова Алла Вікторівна
3. Бердичевський Владислав Леонідович
4. Ворошилов Андрій Сергійович
5. Губарєва Катерина Юріївна
6. Дезорцев Дмитро Едуардович
7. Демченко Тетяна Трохимівна
8. Іванишина Наталія Михайлівна
9. Книш Максим Геннадійович
10. Ковальчук Сергій Олександрович
11. Крикуленко Юрій Олексійович
12. Леонов Юрій Володимирович
13. Мальков Олександр Вікторович
14. Мірошниченко Андрій Валерійович
15. Неєр Віктор Іонатановіч
16. Орлов Євген В'ячеславович
17. Павленко Катерина Олександрівна
18. Перепйолкін Дмитро Миколайович
19. Рубін Сергій Вікторович
20. Руденко Мирослав Володимирович
21. Свєрчков Сергій Костянтинович
22. Серьоженко Аександр Анатолійович
23. Сивоконенко Юрій Вікторович
24. Степанов Олег Вікторович
25. Філатова Галина Олександрівна
26. Циплаков Сергій Геннадійович